# Fontans
Fontans este o comună în departamentul Lozère din sudul Franței. În 2009 avea o populație de 212 de locuitori.

## Evoluția populației
| An        | 1975 | 1982 | 1990 | 1999 | 2006 | 2009 |
| --------- | ---- | ---- | ---- | ---- | ---- | ---- |
| Populație | 361  | 283  | 278  | 196  | 206  | 212  |